# Иванковцы (Ярмолинецкий район)
Иванковцы (укр. Іванківці) — село в Ярмолинецком районе Хмельницкой области Украины.
Население по переписи 2001 года составляло 414 человек. Почтовый индекс — 32126. Телефонный код — 3853. Занимает площадь 1,883 км². Код КОАТУУ — 6825884002.

## История
В 1946 г. указом ПВС УССР село Янковцы переименовано в Иванковцы.

## Местный совет
32125, Хмельницкая обл., Ярмолинецкий р-н, с. Монастырок